# Guldrosen
Guldrosen (franska Rose d'Or) är en TV-festival och prisceremoni för underhållningsprogram. Den arrangerades första gången 1961 i Montreux och var därefter, fram till 2001, känd som Montreuxfestivalen. Under 2000-talet har evenemanget flyttat till Luzern och därefter till andra europeiska orter. 

## Historik

### 1900-talet
Arrangemanget startades i Schweiz på initiativ av den dåvarande chefen för det schweiziska radio- och tv-bolaget SRG/SSR, Marcel Bezençon. Åren 1961–2001 arrangerades festivalen i Montreux gemensamt av staden och SRG/SSR och är därför även känd som Montreuxfestivalen. 
Marcel Bezençon grundlade festivalen för att han såg behov av kvalitativa men billiga underhållningsprogram som TV-bolagen i Europa kunde fylla sina sändningstablåer med på somrarna. Han ville göra ett underhållningsprogram som kunda bytas med andra länders program och som sedan i sin tur kunde bytas mellan de andra deltagande ländernas tv-bolag. På så sätt kunde TV-företagen i alla länder som deltog i utbytet (i huvudsak europeiska tv-bolag som var medlemmar i den Europeiska radiounionen, EBU) dra samma nytta av medverkan i festivalen, nämligen till priset av ett program få mångdubbelt flera program att sända. För att göra festivalen mer spännande, förde man in ett tävlingsmoment, där de bästa av de insända programmen blev belönade med guld-, silver respektive bronsrosen. 
Förutom priserna, som snabbt blev mycket populära, blev festivalen en mötesplats där branschfolk från den växande TV-industrin kunde utbyta tankar och idéer och naturligtvis köpa TV-program till sina egna kanaler. Festivalen lanserade ett koncept som med videokiosker, lånat från filmvärlden, där köpare kunde gå från bås till bås och på plats se vad de olika tv-företagen hade att erbjuda. 

### Tidigt 2000-tal
Festivalen var från början enbart en intern festival för branschfolk och var inte öppen för allmänheten. Detta förändrades 2004, då festivalarrangörerna ville bjuda in publiken. Men Montreux hade inte anläggningar som kunde möta dessa nya behov, och därför flyttades festivalen till staden Luzern där man kunde använda det nya kultur- och kongresscentret i staden. År 2001 överlät SRG/SSR rättigheterna till festivalen till företaget Bigger Pix AG som också drev igenom flytten av festivalen till Luzern 2004. 
2006 gick Bigger Pix AG och Rose d'Or Holding i konkurs. Rättigheterna köptes då av Freddy Burger Management (FBM), som fortsatte att arrangera den årliga festivalen i Luzern. Rättigheterna togs 2009 över av den schweiziska mediegruppen Ringier för att sedan 2012 sälja dem vidare till EBU som idag ansvarar för festivalen och marknadsför den som Eurovision och Euroradio Award. EBU var även tidigare, från 1965 och många år framöver, beskyddare av festivalen.

### 2010-talet
Från 2013 arrangeras festivalen i olika europeiska städer såsom Bryssel (2013), Berlin (2014 och 2016) samt London (2015). Vid festivalen delas enbart Guldrosen ut. Fram till 2003 delade man även ut Silverrosen och Bronsrosen. Det är en stor bredd på festivalens pristagare. Vid 2016 års festival delades priser ut i följande kategorier: Komedi, Game show, Såpaserie, Reality & Faktaunderhållning, Underhållning och dramaserie. Sedan 2014 tävlar även radioprogram i festivalen. I radioklassen delades 2016 priser ut i kategorierna bästa evenemang, komedi, talkshow, musikprogram och radioberättelser.

## Svenska vinnare
Sveriges Television har vunnit Guldrosen fem gånger för tv-program.
- 1962 – med "Kaskad", Åke Falck

- 1973 – med "N.S.V.I.P.'s/Not so very important people", Torbjörn Axelman, Lars Egler, Lee Hazelwood

- 1987 – med "The Prize", Helt apropå-gänget

- 2016 – med "Eurovision Song Contest 2016", programledare Petra Mede och Måns Zelmerlöw
- 2018 – med "Flyktingkrisen – en musikal", Grotesco[5]

SVT har också vunnit Silverrosen (Ladies' choice, 1981) och Hipphipp!, 2002) och Bronsrosen vid ett par tillfällen.
2014 infördes kategorin online- och radioprogram för första gången, då vann radioprogrammet "Spanarna i P1" en Guldros.